# Huschang Rastan
Huschang Rastan (* 21. Juni 1936 in Hamedan) ist ein deutsch-iranischer Kardiochirurg.

## Leben und Werk
Am Universitätsklinikum Göttingen promovierte Rastan im Jahre 1963 und erlangte 1972 die Habilitation mit einer Operationsmethode zur Behandlung des Herzfehlers TGA.
Ab 1974 war er Oberarzt der Abteilung für Thorax-, Herz- und Gefäßchirurgie. Hier entwickelte er zusammen mit seinem ehemaligen Lehrer Josef Koncz die Aortoventrikuloplastik. Mit diesem Operationsverfahren kann die tunnelförmige subvalvuläre Aortenstenose (eine Verengung im Ausflusstrakt der linken Herzkammer) behoben werden. Heutzutage findet man als Bezeichnung auch Konno-Rastan-, Rastan-Konno- oder Konno-Verfahren bzw. -Operation dafür.
1978 wechselte Rastan als leitender Herzchirurg ans Herzzentrum in Teheran,
1984 als Abteilungsleiter Herzchirurgie ans Pars-Hospital Teheran.